# Le Journal de Montréal
Pour les articles homonymes, voir JDM.
 (avril 2019).
Si vous disposez d'ouvrages ou d'articles de référence ou si vous connaissez des sites web de qualité traitant du thème abordé ici, merci de compléter l'article en donnant les références utiles à sa vérifiabilité et en les liant à la section « Notes et références ».
Le Journal de Montréal ou JDM est un quotidien tabloïd québécois fondé à Montréal en 1964. 
Il est connu pour ses sujets à saveur sensationnalistes, sa couverture importante de l'équipe de hockey des Canadiens de Montréal ses chroniqueurs vedettes (Mathieu Bock-Côté, Joseph Facal, Richard Martineau) et, depuis 2013, les reportages fouillés[réf. nécessaire] de son équipe d'enquête. 
C'est le quotidien francophone le plus diffusé en Amérique.   
Avec Le Devoir, Le Soleil et La Presse, il est un des quatre grands journaux francophones du Québec.  
Il est la propriété du Groupe Québecor.

## Historique

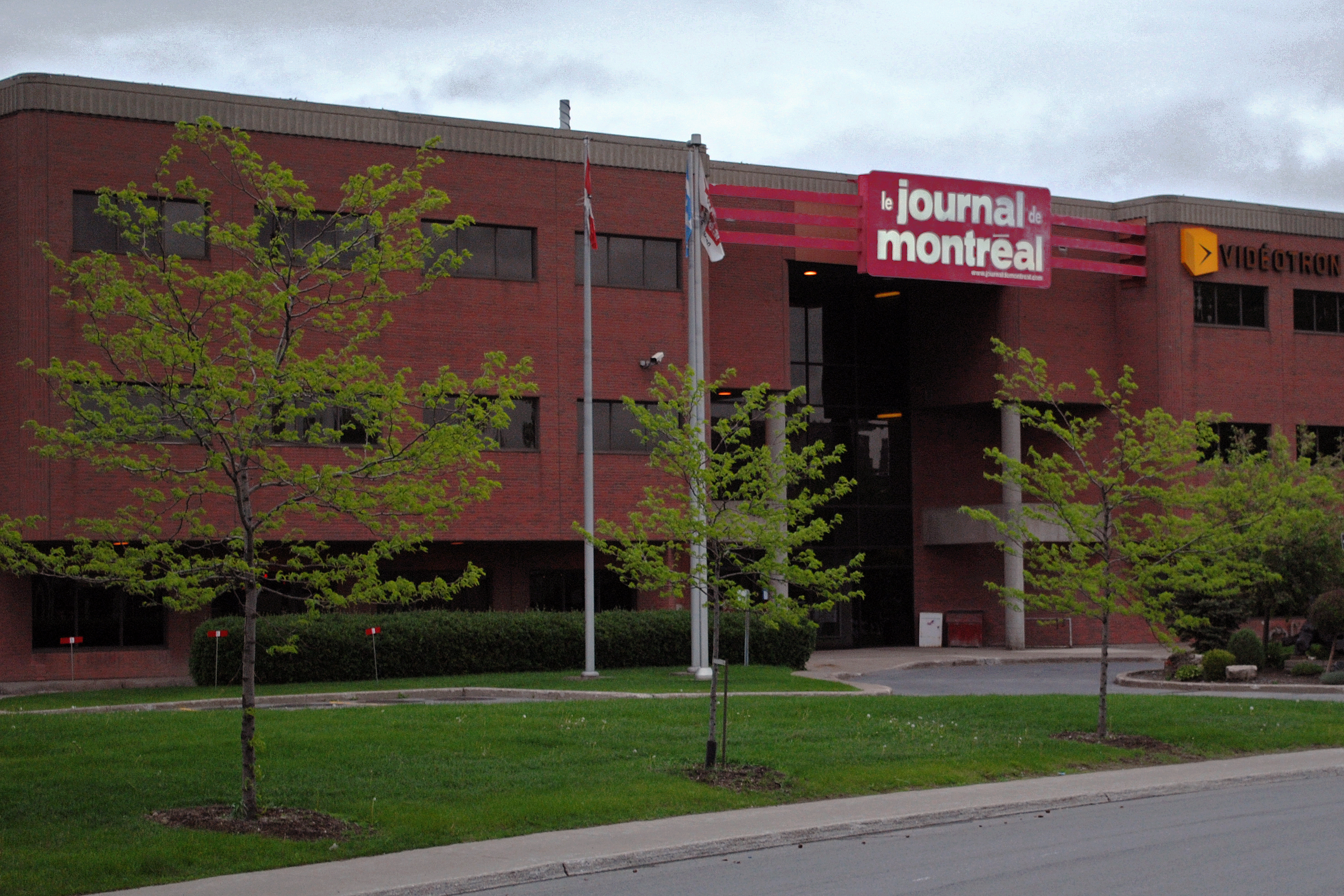
Siège social du Journal de Montréal sur la rue Frontenac, à Montréal.

Profitant d'un conflit de travail à La Presse, principal quotidien de Montréal du moment, l'homme d'affaires Pierre Péladeau lance un nouveau journal de format tabloïd. Le premier numéro est lancé en kiosque le 15 juin 1964. Bien que Péladeau mûrissait ce projet depuis plusieurs années, la première édition est montée en une fin de semaine.
Au fil des ans, le journal s'est approprié une part de plus en plus importante du marché, allant jusqu'à expédier une quantité appréciable d'exemplaires en Floride[réf. nécessaire], pour les snowbirds. On compte aussi comme reporter photo, Monsieur Toto Gingras. Dans la foulée de son expansion, ce journal s'adjoint les services de plusieurs journalistes prestigieux travaillant pour des concurrents, dont Jacques Beauchamp et André Rufiange. Mais l'un des éléments clé de ce tabloïd fut sans contredit Gérard Cellier, un Français arrivé au Québec en 1956. Au moment de lancer Le Journal de Montréal, Pierre Péladeau pouvait compter sur ses services afin de mener à bien la destinée du tabloïd. Nommé directeur dès 1964, Gérard Cellier est resté en poste jusqu'en 1985, devenant par la suite directeur de l'information et de la production. Pendant 21 ans, il a donné l'impulsion nécessaire à la réussite de ce journal et, à bien des égards, il fut l'un des fers de lance de l'empire Québecor. Il est décédé en 1997 d'un cancer, mais a contribué au riche héritage que représente maintenant cette entreprise spécialisée dans le domaine des médias écrits et électroniques.
Le Courrier du cœur est tenu par Réjeanne Desrameaux, une personnalité bien connue dans le monde artistique québécois. Puis, à la suite du décès de Réjeanne Desrameaux, Solange Harvey prend la relève en intitulant la chronique Le courrier de Solange pendant 25 années. Elle fut engagée par M. Beauchamp en 1976.
Le Journal de Montréal s'est surtout taillé une réputation de journal de sports et de faits divers jusqu'au début des années 2000. S'inspirant de la presse populaire britannique, il s'est petit à petit spécialisé dans les enquêtes-choc, les infiltrations et autres coups d'éclat. La place des faits divers a nettement diminué et des pages d'opinion ont même fait leur apparition.
En septembre 2005, le journal a subi une importante refonte graphique qui le rend plus moderne et plus aéré. Ce changement a été accompagné par l'ajout de plusieurs nouveaux chroniqueurs de renom, dont le journaliste et animateur de télévision Richard Martineau, les ex-ministres québécois Yves Séguin et Joseph Facal, l'ex-ministre canadienne Sheila Copps, l'ex-joueur de hockey Guy Lafleur et l'ex-cyberpirate Mafiaboy.

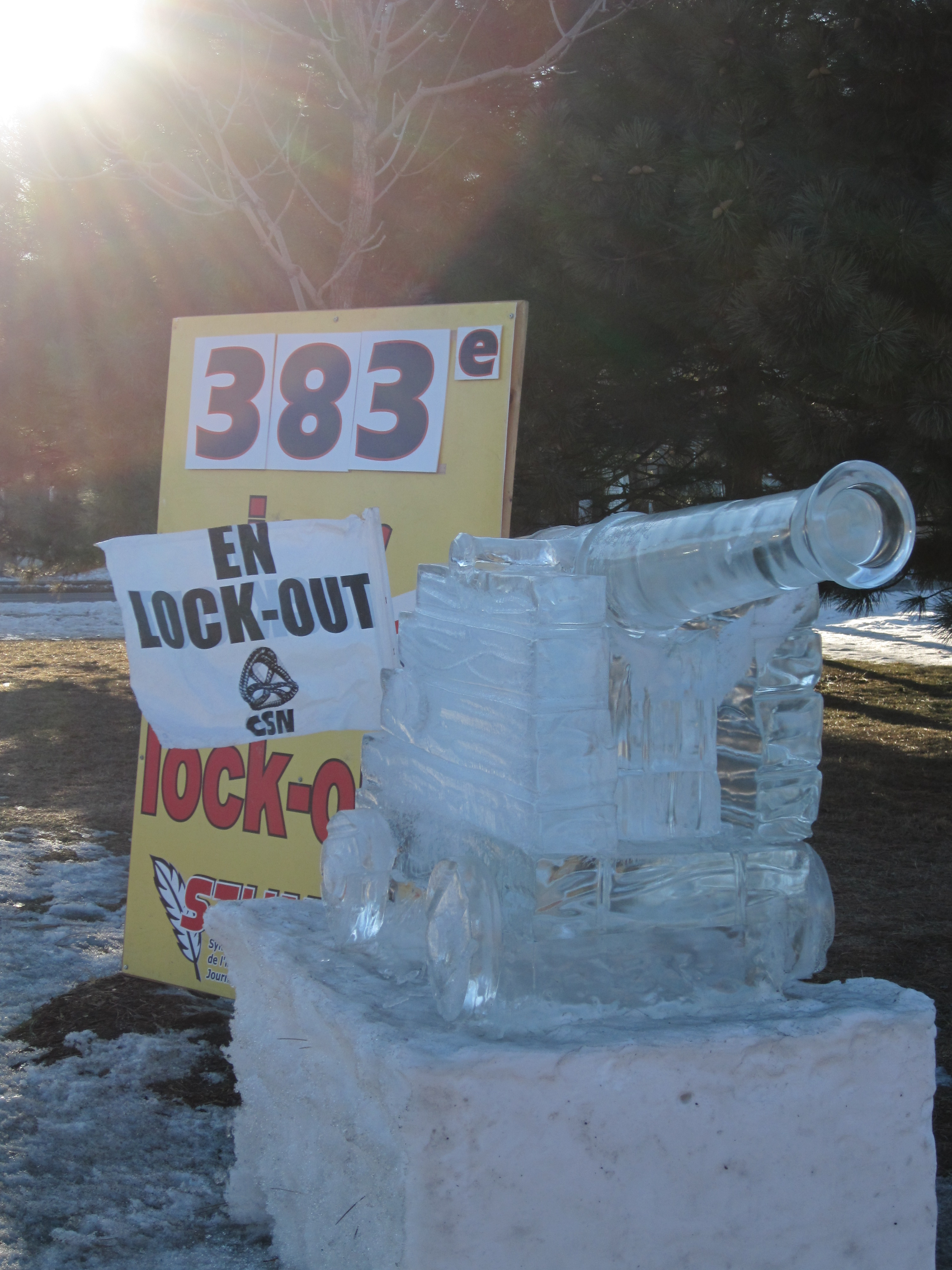
Canon de glace disposé par les employés face au siège du journal au du lock-out.

Le 24 janvier 2009, un lock-out des 253 employés fut décrété par le propriétaire du journal Québecor Média. Au cœur du litige, on retrouve la convergence entre les médias du groupe, les suppressions de postes aux annonces classées et à la comptabilité, et l'allongement de la semaine de travail. Trois jours après le début du conflit, un mandat de grève fut voté par les employés touchés. Les salariés en lock-out ont mis sur pied un média électronique nommé ruefrontenac.com. Il s'agit du plus long conflit de l'histoire de la presse écrite au Canada. Au bout de 25 mois de lutte, les syndiqués ont accepté à 64 % une proposition de règlement soumise par le médiateur.

### Controverse
En juillet 2016, Le Journal de Montréal entreprend une injonction contre un journal satirique de celui-ci, Le Journal de Mourréal. Cette décision est immédiatement perçue comme une violation de la liberté d'expression et obtient l'appui de nombreux artistes tels que Mike Ward, de nombreux avocats qui sont prêts à défendre la cause Pro Bono à la suite du lancement d'une campagne de sociofinancement et de l'appui de la population québécoise. Dans sa demande, Agence QMI prétend que la publication internet sèmerait la confusion chez les « gens ordinaires plutôt pressés ».

### Conseil de presse du Québec
- En mars 2010, le Conseil de presse du Québec blâme Le Journal de Montréal pour information incomplète, pouvant conduire à une interprétation abusive, relativement à un texte portant sur une manifestation tenue en l’honneur de Fredy Villanueva[10]. La décision a été confirmée par la Commission d’appel du Conseil de presse[11].

- En septembre 2012, le Conseil de presse du Québec blâme de nouveau Le Journal de Montréal pour information inexacte, propos discriminatoires et préjugés tenus à l'égard de la Coalition large de l’Association pour une solidarité syndicale étudiante[12],[13],[14].

- En octobre 2016, le Conseil de presse du Québec blâme les quotidiens Le Journal de Montréal et Le Journal de Québec pour un grief contre des propos entretenant les préjugés envers les femmes et les musulmans[15].

- En janvier 2017, le Conseil de Presse du Québec adresse un blâme sévère au site journaldemontreal.com pour un grief d’informations inexactes[16].

### Identité visuelle (logo)

Logo jusqu'en 2013.
Logo d'octobre 2013 à mai 2023.

## Description
Il s'agit d'un quotidien de format tabloïd traitant surtout de l'actualité provinciale et locale, notamment l'actualité sportive, artistique et judiciaire.
Contrairement à ses principaux concurrents, son ton est plus populaire. Il se démarque aussi par des enquêtes à sensation et des infiltrations. En 2003, l'une de ses journalistes, Brigitte McCann, avait infiltré pendant neuf mois la secte de Raël avant de publier une série de reportages-choc et, finalement, un livre. À la suite d'une série d'enquêtes sur les Hells Angels, le journaliste Michel Auger est victime d'une tentative d'assassinat par des individus associés à ce groupe de motards criminalisés.
Depuis plusieurs années, il est le quotidien québécois au plus fort tirage. En 2004, ses ventes atteignent 320 658 exemplaires les samedis, précédant son plus proche concurrent, La Presse, de plus de 40 000 exemplaires.
Son siège social est situé au 4545 rue Frontenac à Montréal.

## Annexe